# Johan Murberg
Johan Murberg, född 4 december 1734, död 27 mars 1805, var en svensk pedagog och författare. Han var ledamot av Svenska Akademien 1787–1805 där han satt på stol 17. Murberg var en viktig person för moderniseringen av den svenska skolan. Hans insatser ledde bland annat till att svenska språket fick större uppmärksamhet (tidigare hade man mest studerat latin). Murberg var språkforskare, översättare och blev en av de första ledamöterna i Svenska akademien då den grundades 1786. Hans inträdestal handlade om ”svenska språkets kynne”. 